# رالف غرايسون
رالف غرايسون (بالإنجليزية: Ralph Grayson)‏ هو مهندس أمريكي، ولد في 1921، وتوفي في 1991.